# Convictorio Carolino
El Convictorio Carolino fue un colegio chileno que funcionó durante la Colonia, en la ciudad de Santiago. En él se educaban los hijos de las personalidades más importantes del reino, muchos de los cuales destacarían más tarde en la Independencia de Chile. La formación del Convictorio era muy rígida, permaneciendo los alumnos internos y sujetos a rígidas normas de conducta. Se enseñaba el latín, la teología, filosofía, conductas sociales, pero también las primeras letras del idioma español. La existencia del Colegio fue fundamental para el desarrollo de la educación en la época, siendo una de las pocas instituciones de educación avanzada en funcionamiento. En 1813 fue integrado al naciente Instituto Nacional de Chile, el cual mantuvo al mismo Rector.

## Historia
A mediados del siglo XVIII existían tan sólo dos establecimientos de enseñanza en el Reyno de Chile, el Convictorio de San Francisco Javier y otro más en Concepción, ambos de los jesuitas. Sin embargo, se podría considerar también como establecimientos primarios al Colegio del Santo Ángel de la Guarda (Seminario Conciliar), que mantenían los Padres Dominicos y la Real Universidad de San Felipe, en los que se impartían cursos elementales de gramática y teología. Sin embargo, no se considera a éstas instituciones, producto de que la enseñanza del Seminario estaba circunscrita sólo para quienes querían seguir la carrera del sacerdocio y la Universidad estaba orientada a formar bachilleres y licenciados.
El Convictorio de San Francisco Javier, antecesor directo del Convictorio Carolino, contaba en la época con un escaso número de alumnos y funcionaba en un edificio ruinoso. En 1767, Carlos III  decretó la expulsión de los jesuitas de los dominios del Imperio Español, la cual también se hizo efectiva en el Reyno de Chile, interrumpiéndose la enseñanza de las primeras letras, situación que preocupó de sobremanera a los hombres de gobierno, debido a que los jóvenes preocupados de recibir algún grado de enseñanza debían acudir a la Real Universidad de San Marcos, en Lima, o a la de Córdoba del Tucumán, en el Virreinato de la Plata.
El 9 de julio de 1769, el Rey decretó la creación de juntas para administrar los bienes incautados a los expulsos, componiéndose la junta en Chile por don Francisco Javier de Morales y Cartejón, Capitán General del Reyno, quién la presidió, don Juan de Balmaceda y Zenzano, Oidor de la Real Audiencia, Melchor de Santiago Concha, Fiscal de la misma, Dr. José Antonio Martínez de Aldunate, Canónigo de la Catedral y catedrático de la Real Universidad y don Alonso de Guzmán, abogado de la Real Audiencia, Protector General de Naturales y catedrático de Leyes en la Universidad. El 14 de julio de 1772 aprobó dicha junta fundar un Colegio con el nombre de Real Seminario de Nobles de San Carlos, en honor de Carlos III, Rey de España e Indias. El clausurado Convictorio de San Francisco Javier sirvió de base para el nuevo plantel.
El 7 de agosto del mismo año fueron aprobados los estatutos del Convictorio, en los que se establecía que su nombre sería Convictorio Carolino, estando bajo el patronazgo de San Carlos. En la puerta se debía instalar las armas reales y los alumnos podrían llevar sobre la beca el distintivo de la corona real.
Pese a las buenas intenciones, por diversos motivos no se pudo poner en funcionamiento el Convictorio inmediatamente. En un principio se pensó en instalarlo en el Colegio de San Pablo, antigua residencia de los jesuitas, pero no fue posible producto del estado ruinoso de la construcción. Con la llegada del abogado José Perfecto de Salas, hombre prolijo y trabajador, se pensó en utilizar el solar del Colegio Máximo de San Miguel, ubicado a espaldas de la Catedral, donde hoy está el Congreso Nacional. En 1777 se ocupó el local por parte del Convictorio. Paralelamente se inició el proceso de llenado de cargos, siendo elegido en noviembre del mismo año, el presbítero don Gabriel de Egaña. El 14 de enero de 1778 quedó concluido el proceso de oposiciones para proveer a los maestros de las diversas cátedras, siendo elegidos Mariano Zambrano, en teología; Agustín Seco y Santa-Cruz, en leyes; Mariano Pérez de Saravia, en filosofía, José Antonio de Villegas, en gramática y latín y como ministro del establecimiento, José Cornelio Rojas.
El 30 de marzo de 1778 se expendió el decreto que ordenaba su apertura, la que se materializó el 10 de abril del mismo año en una solemne ceremonia, a la que asistieron las principales autoridades del Reyno, encabezadas por el capitán general y Gobernador, don Agustín de Jáuregui

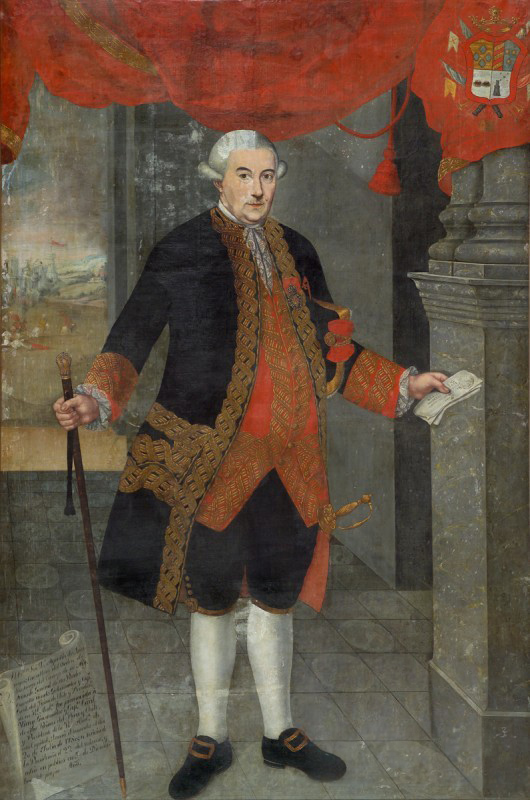
Gobernador Agustín de Jáuregui, bajo cuyo gobierno se fundó y abrió el Convictorio.

El Colegio comenzó a funcionar con problemas económicos, los que se acrecentaron a causa de un nuevo ministro de Su Majestad, José Gálvez, quién redujo el presupuesto destinado al Convictorio y buscó incluso fusionarlo con el Seminario Conciliar, lo que produjo la protesta de los rectores de ambas instituciones ante su majestad, sobre todo porque ambos colegios eran muy diferentes, uno enfocado en la formación religiosa y el otro a las primeras letras y la formación general para todas las profesiones de aquel tiempo. El rector Miguel Palacios, al verse obligado a cerrar el Convictorio si se bajaban los ingresos protestó en 1786 ante el capitán general, don Ambrosio de Benavides, el cual ante la disyuntiva de aceptar los recortes del Ministro Gálvez o desagradar a Su Majestad, cuyo deseo ferviente era que el Convictorio siguiera funcionando, decidió citar a una junta de aplicaciones, la cual resolvió mantener los ingresos del Convictorio. De esta manera, el Convictorio siguió funcionando.
En 1804 el Colegio sufre nuevamente problemas económicos, razón por la cual se deben bajar los sueldos a los profesores pasantes.
El 20 de febrero de 1811, don Manuel de Salas, Director de la Academia de San Luis, propuso al gobierno la reunión en un solo plantel de todas las instituciones educacionales de la época, las cuales eran el Seminario Conciliar, el Colegio de Naturales de Chillán, la Academia de San Luis, la Real Universidad de San Felipe y el propio Convictorio. El rector don Pedro Tomás de la Torre se sumó a los esfuerzos de don Manuel de Salas, junto al Rector de la Universidad. La idea cobró eco en la sociedad de la época, siendo discutida por el Congreso y materializándose finalmente en 1813, con la fundación del Instituto Nacional. El último Rector del Convictorio, el presbítero José Francisco de Echaurren asumió la rectoría del naciente Instituto.

## Proyecto Educativo
El Convictorio Carolino fue un Colegio Católico, bajo el patronazgo del Rey Carlos III. Asimismo, el Santo Patrón del Colegio fue San Carlos. Los alumnos del plantel gozaban del privilegio de llevar la figura de una corona sobre la beca, asimismo, el Rey costeaba la educación de 4 alumnos del establecimiento. El costo de la educación de los demás alumnos era de $80 anuales. Sólo serían admitidos quienes «sean hijos de legítimo matrimonio, conocida virtud y que no sean notados de infamia».
El Colegio incorporaba en sus estatutos severos castigos, tales como azotes, cepo, entre otros. Se esperaba del alumno una conducta ejemplar, tanto dentro como fuera del Convictorio, que no participara en juegos o pendencias y que fuera correcto y educado en el hablar.
Su plan de estudios comprendía latín, jurisprudencia, filosofía y teología. Las clases consistían en conferencias de 45 minutos (lecciones y repeticiones) y las mercolinas y sabatinas, cada semana, las cuales eran evaluaciones que les realizaban maestros de otras cátedras. El día jueves era dado libre, terminando los estudios a las nueve de la mañana.

## Exalumnos destacados

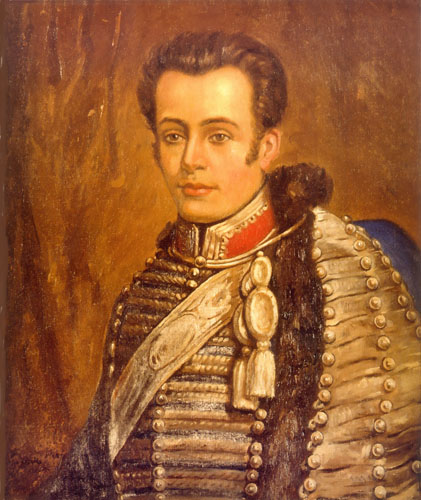
Retrato de José Miguel Carrera, exalumno destacado del Convictorio.
Pintado por Ezequiel Plaza.

- José Miguel de la Carrera y Verdugo, militar y político, primer comandante en jefe del Ejército de Chile, presidente de la Junta Provisional de Gobierno, director supremo de Chile y considerado padre de la patria.
- Francisco Antonio Pinto, abogado, General y presidente de Chile. Segundo jefe, después de San Martín, del Ejército Libertador del Perú.
- Manuel Rodríguez Erdoíza, abogado, político, guerrillero y militar chileno, integró el gobierno de José Miguel Carrera y combatió, luego, en pro de la independencia de Chile, siendo considerado una de sus figuras fundamentales.
- Diego Portales y Palazuelos, político, comerciante y ministro de Estado, considerado e organizador de la República.
- Manuel Pérez de Cotapos, diputado por Talca y presidente del Congreso Nacional de Chile en 1812.

## Rectores
- Gabriel de Egaña (1777-1784)
- Juan Nicolás Varas (1784-1786)
- Miguel Palacios (1786-1798)
- Pedro Tomás de la Torre (1798-1812)
- Pbto. José Francisco Echaurren (1812-1813)